# 厚坝镇 (江油市)
厚坝镇，是中华人民共和国四川省绵阳市江油市下辖的一个乡镇级行政单位。

## 行政区划
厚坝镇下辖以下地区：
白塔社区、万寿村、烧坊村、高院村、玄武村、犀牛村、林镜坝村、白马村和香龙村。